# Redondela
Redondela település Spanyolországban, Pontevedra tartományban. Redondela Soutomaior, Mos, Pazos de Borbén és Vigo községekkel határos. Lakosainak száma 28 976 fő (2024).

## Népesség
A település népessége az elmúlt években az alábbi módon változott:
| Lakosok száma | 29 090 | 29 732 | 29 987 | 30 001 | 30 015 | 29 909 | 29 392 | 29 218 | 29 055 | 28 976 |
|               | 2001   | 2004   | 2007   | 2009   | 2012   | 2014   | 2017   | 2019   | 2022   | 2024   |